# Enfant 44 (film)
Cet article concerne le film de Daniel Espinosa. Pour le livre, voir Enfant 44.
Pour plus de détails, voir Fiche technique et Distribution.
Enfant 44 (Child 44) est un thriller américano-britannico-tchèque de Daniel Espinosa, sorti en 2015.
C'est l'adaptation cinématographique du roman de Tom Rob Smith, Enfant 44, publié en 2008. Un téléfilm, Citizen X, fut déjà consacré en 1995 au tueur en série Andreï Tchikatilo, surnommé « l'éventreur de Rostov » d'après le roman de Robert Cullen : L'Ogre de Rostov.

## Synopsis
Dans les années 1950 en Union soviétique, Leo Demidov, un agent du KGB, enquête sur une affaire de meurtres en série d'enfants.

## Fiche technique
- Titre original : Child 44
- Titre français : Enfant 44
- Titre québécois : Enfant 44
- Réalisation : Daniel Espinosa
- Scénario : Richard Price, d'après Enfant 44 de Tom Rob Smith
- Direction artistique : Jan Roelfs
- Décors : Erik Polczwartek
- Costumes : Jenny Beavan
- Photographie : Philippe Rousselot
- Son :
- Montage : Dylan Tichenor
- Musique : Jon Ekstrand
- Production : Michael Schaefer (en), Ridley Scott et Greg Shapiro
- Sociétés de production : Scott Free Productions, Summit Entertainment, Stillking Films et Worldview Entertainment
- Sociétés de distribution :  Summit Entertainment,  SND
- Budget : 50 millions de $
- Pays d’origine : États-Unis, Royaume-Uni et République tchèque
- Langue originale : anglais
- Format : couleur
- Genre : thriller et historique
- Durée : 137 minutes
- Dates de sortie :
  -  France : 15 avril 2015
  -  Royaume-Uni,  États-Unis : 17 avril 2015
- Interdit aux moins de 12 ans[Où ?]

## Distribution
- Tom Hardy (VF : Jérémie Covillault) : Leo Demidov
- Gary Oldman (VF : Gabriel Le Doze) : le général Timur Nestorov
- Noomi Rapace (VF : Julie Dumas) : Raïssa Demidov
- Joel Kinnaman (VF : Thibaut Lacour) : Wasilij Nikitin
- Jason Clarke (VF : Boris Rehlinger) : Anatoly Brodsky
- Vincent Cassel (VF : lui-même) : Major Kuzmin
- Paddy Considine (VF : Guillaume Lebon) : Andrej / Vladimir « Vlad » Malevich
- Fares Fares (VF : Serge Biavan) : Alexeï Andreyev
- Nikolaj Lie Kaas (VF : Patrick Mancini) : Ivan Sukov
- Charles Dance (VF : Féodor Atkine) : le major Gratchev
- Josef Altin : Alexander
- Agnieszka Grochowska (VF : Élisa Bourreau) : Nina Andreyeva
- Lorraine Ashbourne (VF : Frédérique Cantrel) : Anna
- Sam Spruell : Docteur Tyapkin
- Anna Rust : Sasha
- Michael Nardone : Semyon Okun
- Xavier Atkins : Pavel

 Source et légende : version française (VF) sur RS Doublage et AlloDoublage

## Production

### Choix des interprètes
Christian Bale devait incarner le rôle principal mais les discussions n'ayant pas abouti, il sera remplacé par Tom Hardy.
Philip Seymour Hoffman devait jouer dans le film mais il est mort peu de temps avant le tournage ; son rôle est finalement repris par Vincent Cassel.

## Accueil

### Accueil critique
Sur l'agrégateur américain Rotten Tomatoes, le film récolte 27 % d'opinions favorables pour 82 critiques. Sur Metacritic, il obtient une note moyenne de 41⁄100 pour 25 critiques.
En France, le site Allociné propose une note moyenne de 2,4⁄5 à partir de l'interprétation de critiques provenant de 5 titres de presse.
En Russie, la distribution du film est interdite. Le ministre de la Culture, Vladimir Medinski, a accusé Daniel Espinosa d'avoir rendu les citoyens russes « inhumains ».

## Analyse
Dans le film, Demidov est présenté comme ayant été un des soldats qui ont hissé le drapeau de l'Union soviétique sur le Reichstag. D'où la photographie modifiée par la suite car l'un d'eux portait une montre à chaque avant-bras, fruits de rapines sur les prisonniers allemands. Dans le film, ce soldat porte deux montres au bras gauche et le photographe lui demande de les cacher, ce qu'il ne fait pas.

## Autour du film
Le personnage de l’assassin (de même que la nature de ses crimes) est largement inspiré, tant dans le roman originel que dans ce film, par le tueur en série Andreï Tchikatilo.
Sur le tournage, beaucoup d'acteurs se retrouvent : Tom Hardy et Gary Oldman avaient collaboré ensemble sur The Dark Knight Rises, La Taupe, ainsi que sur Des hommes sans loi, où jouait également Jason Clarke, avec qui Gary Oldman a travaillé sur La Planète des singes : L'Affrontement. Tom Hardy retrouve également Noomi Rapace, avec qui il a travaillé sur Quand vient la nuit et Vincent Cassel avec qui il a collaboré en 2003 sur The Reckoning. Gary Oldman retrouve, quant à lui, Joel Kinnaman, après RoboCop. Nikolaj Lie Kaas et Fares Fares qui, dans les quatre premiers volets de la saga Les Enquêtes du département V; se partagent les deux rôles principaux, se retrouvent également dans le film.